# 27792 Фрідакало
27792 Фрідакало (27792 Fridakahlo) — астероїд головного поясу, відкритий 20 лютого 1993 року.
Тіссеранів параметр щодо Юпітера — 3,221.